# Salicicola indiaeorientalis
Salicicola indiaeorientalis är en insektsart som först beskrevs av Karl Hermann Leonhard Lindinger 1911.  Salicicola indiaeorientalis ingår i släktet Salicicola och familjen pansarsköldlöss. Inga underarter finns listade i Catalogue of Life.